# Madagaskarleguanen
Madagaskarleguanen (Opluridae) zijn een familie van hagedissen. De groep werd voor het eerst wetenschappelijk beschreven door Scott Michael Moody in 1983.
Deze kleine familie telt slechts acht soorten in twee geslachten. Lange tijd behoorde de familie tot de kielstaartleguanen (Tropiduridae), de meeste soorten behoorden ooit tot het geslacht Tropidurus. De kielstaartleguanen leven in Amerika, de Madagaskarleguanen op het Afrikaanse eiland Madagaskar en de Comoren.

## Taxonomie
Familie Opluridae
- Geslacht Chalarodon
  - Soort Chalarodon madagascariensis
  - Soort Chalarodon steinkampi
- Geslacht Oplurus
  - Soort Madagaskar-halsbandleguaan (Oplurus cuvieri)
  - Soort Oplurus cyclurus
  - Soort Oplurus fierinensis
  - Soort Oplurus grandidieri
  - Soort Oplurus quadrimaculatus
  - Soort Oplurus saxicola